# Antymiusz
Antymiusz lub Antemiusz był księciem Neapolu w latach 801 – ok. 818, gdy patrycjusze z Sycylii przywrócili bizantyjską kontrolę nad ducatus.
Antymiusz był przez większą część swych rządów niezależny od jakiejkolwiek władzy zwierzchniej, ale utracił kontrolę na zależnymi miastami Gaeta i Amalfi.
W początkach jego panowania patrycjusze z Sycylii zażądali jego wsparcia w odparciu saraceńskich piratów, którzy pustoszyli sycylijskie wybrzeże. Anymiusz zachował neutralność i odmówił. W 812 grecki dowódca floty posłał do walki przeciw korsarzom i zażądał wsparcia od wszystkich mieszkańców wybrzeża tyrreńskiego, włączając Gaetę i Amalfi, które zgodziły się, podczas gdy Neapol wciąż odmawiał. Tak oto poddani Neapolu ogłosili swą niezależność od niego, a Neapol właśnie wyrwał się spod bizantyjskiej zwierzchności.